# Wayfair
Wayfair LLC ist ein US-amerikanisches E-Commerce-Versandhaus, das 2002 damit begann, unter dem Namen CSN Stores Möbel über das Internet zu verkaufen. Inzwischen bietet das Unternehmen nach eigenen Angaben Haushaltsprodukte, Textilien, Spielzeug und Haustierzubehör von rund 11.000 Marken zum Verkauf an. Die Unternehmenszentrale liegt in Boston (Massachusetts), und das Unternehmen besitzt Warenlager und Geschäftsstellen in anderen Teilen der USA sowie in Kanada, Irland und dem Vereinigten Königreich.

## Geschichte

### 2002–2006
Die Unternehmer Niraj Shah und Steve Conine gründeten das Unternehmen im August 2002 in Steves Kinderzimmer in Boston als 2-Mann-Unternehmen. Shah und Conine haben beide einen Bachelor of Science der Cornell University. Das Duo hatte zuvor bereits zwei Firmen betrieben, Simplify Mobile und iXL, ein weltweites Beratungsunternehmen. Heute sind Shah der Geschäftsführer und Conine der Vorstandsvorsitzende und technische Direktor.
Die erste Website hieß racksandstands.com, hier wurden Medienständer und Aufbewahrungsmöbel verkauft.
2003 fügte das Unternehmen Produkte von Lieferanten für Terrassen- und Gartengüter zusammen mit drei Online-Shops hinzu. Zusammen mit rund 12 Angestellten wurde ein neuer Hauptsitz in der Newbury Street in Boston bezogen. Im Laufe der folgenden zwei Jahre erweiterte die Firma ihren Katalog um Heimausstattung, Büro- und institutionelle Möbel, Küchen- und Esszimmermöbel, Heimwerkerzubehör, Bett- und Badematerialien sowie Gepäck und Beleuchtung. 2006 machte das Unternehmen eigenen Daten zufolge zum ersten Mal einen Umsatz von $100 Millionen.

### 2007–2010
Während der nächsten vier Jahre expandierte das Unternehmen exponentiell in Märkten, sowohl in den Vereinigten Staaten als auch im Ausland.
2008 begann CSN Stores nach Kanada zu liefern und im Vereinigten Königreich zu verkaufen, und es wurde ein Büro in London eröffnet. Im selben Jahr bewertete das Boston Business Journal die Firma als Nummer 1 der am schnellsten wachsenden privaten E-Commerce-Unternehmen in Massachusetts, und als Nummer 4 unter den am schnellsten wachsenden privaten Unternehmen allgemein. Im Jahr 2009 expandierte das Unternehmen nach Australien und Deutschland.
2010 zog die Firma in den derzeitigen Hauptgeschäftssitz 177 Huntington Avenue um. Zum Ende dieses Jahres wurde Joss & Main gegründet, ein Online-Shop mit privaten Verkaufsaktionen, die nur für Mitglieder zugänglich sind.

### 2011 bis Gegenwart
2011 besaß CSN Stores ca. 200 Online-Shops, größtenteils Nischen-Shops für spezielle Produkte, wie zum Beispiel cookware.com, strollers.com und everyatomicclock.com. In der Bemühung, auf einem größeren Maßstab zu agieren, um den Verkehr auf eine einzelne Seite zu konzentrieren und um die äußere Erscheinung des Unternehmens zu vereinheitlichen, entschieden sich Shah und Conine CSN Stores in Wayfair umzufirmieren. Um die neue Marke zu vermarkten und um die Expansion zu unterstützen, brachte das Unternehmen im Juni 2011 $ 165 Millionen in Investitionen von vier Investmentfirmen auf.
Wayfair.com wurde am 1. September 2011 auf den Markt gebracht. Im Juli 2012 hatte Wayfair alle Nischenwebseiten unter Wayfair.com konsolidiert, mit der Ausnahme von Joss & Main (zeitbegrenzte Verkaufsaktionen) und AllModern (Möbel und Haushaltswaren). Im August 2012 gründete die Firma Wayfair Supply als vorrangiges Ziel für die Geschäfts-, Regierungs- und institutionellen Kunden von Wayfair. Zum heutigen Zeitpunkt ist Wayfair der zweitgrößte Online-Anbieter für Haushaltswaren und Heimausstattung in den Vereinigten Staaten und rangiert auf Platz 50 aller US-Online-Einzelhändler. Das Unternehmen machte einen Umsatz mehr als $ 500 Millionen 2011 und hat das Geschäftsjahr 2020 mit einem Nettoumsatz von mehr als $ 14 Mrd. abgeschlossen.
Anfang 2025 verließ Wayfair nach 15 Jahren den deutschen Markt.

## Standorte
Aktuell hat Wayfair sieben Standorte:
- Hauptgeschäftssitz: 177 Huntington Ave., Boston. Mehr als 700 Angestellte, etwa 75 % der gesamten Firma sind im Hauptsitz beschäftigt. Die Firmengründer, Personalabteilung, Marketing-, Engineering-, Finanz-, Kundendienst- und andere Abteilungen arbeiten in erster Linie hier.
- Warenlager und Kundendienst-Center: Ogden (Utah). Dieser Standort wurde 2011 erworben und verwaltet den Versand in den westlichen Teil der USA und ist das vorrangige Kundendienst-Center.
- Warenlager: Hebron (Kentucky). Wurde 2011 erworben, dieser Standort handhabt alle Bestellungen, die in die gesamten zusammenhängenden USA gehen.
- Europäische Betriebszentrale: Galway (Irland).
- Großbritannien: Büro in London.
Warenlager: Lutterworth